# Typhlops meszoelyi
Typhlops meszoelyi este o specie de șerpi din genul Typhlops, familia Typhlopidae, descrisă de Wallach 1999. Conform Catalogue of Life specia Typhlops meszoelyi nu are subspecii cunoscute.